# 香川県庁
香川県庁（かがわけんちょう）は、地方公共団体である香川県の行政機関（役所）である。

## 沿革
- 1888年（明治21年）12月3日 - 第三次香川県設置。
- 1888年（明治21年）12月27日 - 香川県庁開庁。第1部（議事・文書・農商・庶務の各課）、第2部（土木・兵事・学務・監獄・衛生・会計の各課）、収税部（賦税・徴収・検税・徴税費の各課）、警察本部（庶務・保安・監査の各課）を置く[1]。
- 1889年（明治22年）5月1日 - 執務時間変更。午前8時～午後2時[2]。
- 1889年（明治22年）10月16日 - 執務時間変更。午前9時～午後3時[2]。
- 1890年（明治23年）10月15日 - 県庁機構改定。知事官房、内務部、第1課（庶務）第2課（農商・土木）第3課（学務・衛生・兵事）第4課（会計）警察部、直税署、間税署、監獄署[1]。
- 1893年（明治26年）10月31日 - 県庁機構改組。知事官房、内務部第1課（議事・庶務）第2課（土木・地理）第3課（学務・農商務・兵事・戸籍）第4課（県費・県税・用度）警察部警務課、保安課、衛生課、収税部、監獄署[1]。
- 1895年（明治28年）7月3日 - 内務部に第5課（農商工）を置く[1]。
- 1896年（明治29年）11月1日 - 収税部を廃止。高松税務署を設置[3]。
- 1903年（明治36年）3月20日 - 監獄署廃止[1]。
- 1905年（明治38年）4月18日 - 県庁機構改組。知事官房秘書係・文書係、第1部庶務課・土木課・会計課、第2部学務課・社寺課・兵事課、第3部農務課・商工課・林務課・水産課、第4部警務課・保安課・衛生課・高等警察主任[1]。
- 1907年（明治40年）7月13日 - 県庁機構改組。知事官房、内務部庶務課・土木課・会計課・学務課・勧業課・兵事課・警察部警保課・衛生課・高等警察主任[1]。
- 1911年（明治44年）4月1日 - 県庁機構改組。知事官房・内務部地方課・土木課・会計課・学務課・農商課・水産課・社寺兵事課・警察部警務課・保安課・衛生課[1]。
- 1913年（大正2年）7月29日 - 警察部に刑事課を置く[1]。
- 1926年（大正15年）7月1日 - 県庁機構を改編。知事官房（秘書係・文書係・統計係）内務部（地方課・土木課・会計課・農林課・商工水産課）学務部（学務課・社会課・社寺兵事課）警察部（警務課・高等警察課・保安課・衛生課・巡査教習所）[1]。
- 1935年（昭和10年）1月19日 - 県庁機構を改正。知事官房に秘書係・文書係・統計係を、総務部に人事課・庶務課・地方課・会計課・統計課を、経済部に農務課・商工水産課・耕地山林課・土木課を、学務部に学務課・社会課・社寺兵事課・公園課を、警察部に警務課・高等警察課・特別高等警察課・保安課・刑事課・衛生課・巡査教習所を置く[1]。
- 1940年（昭和15年）10月1日 - 知事官房を文書課及び秘書課とし、地方課の次に総動員課を置く。経済部を農政課・農水産課・林務課・商工課・耕地課・土木課に分割[4]
- 1941年（昭和16年）2月1日 - 県庁機構の総務部に振興課・税務課を、学務課に職業課を置く[1]。
- 1942年（昭和17年）11月1日 - 行政簡素化に伴い県庁・市役所・町村役場の執務時間を1時間延長[4]。
- 1944年（昭和19年）12月6日 - 警察部書記室を情報課と改称[1]。
- 1945年（昭和20年）6月10日 - 四国地方総監府を県庁内に置く。総監に香川県知事木村正義が就任（同年11月6日廃庁）[5]。
- 1945年（昭和20年）7月4日 - 高松空襲による戦災で庁舎が全焼し、県立高松女学校を仮庁舎とする[5]。
- 1945年（昭和20年）7月30日 - 県庁仮事務所を県商工奨励館に、知事官房及び内政部を岡田国民学校に、経済第1部を栗熊国民学校に、経済第2部を陶国民学校に、警察部を琴平派出所、金刀比羅宮図書館、琴平町立幼稚園、県立香川農業学校にそれぞれ移転[6]
- 1945年（昭和20年）12月24日 - 県庁機構を改正。警察部労政課・勤労課・保健課を内政部に移管し、警備課を置く[1]。
- 1946年（昭和21年）3月2日 - 県庁機構を改正。知事官房に官房主事・秘書係・文書係を、内務部に庶務課・人事課・調査課・会計課・地方課・教育課・厚生課・衛生課・勤労課・保険課・土木課・復興課・渉外課を、経済部に農務課・開拓課・水産課・食糧課・耕地課・商工課・臨時管理課・林務課を、警察部に部長書記室・監察官・警務課・公安課・保安課・経済防犯課・刑事課・警察練習所を置く[1]。
- 1946年（昭和21年）11月18日 - 県庁機構を改正。知事官房に官房主事・秘書係・文書係、内務部に庶務課・人事課・調査課・会計課・地方課・渉外課を、教育民生部に学務課・社会教育課・厚生課・勤労課・衛生課・保険課を、経済部に農務課・水産課・食糧課・商工課・臨時管理課・林務課を、土木部に監理課・道路課・河港課・砂防課・都市計画課・復興建築課を、農地部に農務課・耕地課・開拓課を、警察部に部長書記室・警務課・公安課・保安課・経済防犯課・刑事課・警察練習所を置く[1]。

## 組織
[表示]をクリックすると一覧を表示
- 知事
  - 副知事
    - 政策部
      - 政策課（予算調整室） - 東京事務所
      - 自治振興課 - 小豆総合事務所
      - 地域活力推進課
      - 男女共同参画・県民活動課
      - 水資源対策課
      - デジタル戦略課
      - 情報システム課
      - 統計調査課
      - 文化振興課 - 県立ミュージアム（瀬戸内海歴史民俗資料館）（文化会館）、東山魁夷せとうち美術館、漆芸研究所

    - 総務部
      - 総務学事課
      - 財産経営課
      - 総務事務集中課 - 文書館
      - 税務課 - 県税事務所
      - 人事・行革課
      - 職員課（健康管理室）
      - 人権・同和政策課
      - 知事公室国際課
      - 知事公室広聴広報課
      - 知事公室秘書課

    - 危機管理総局
      - 危機管理課 - 消防学校
      - くらし安全安心課

    - 環境森林部
      - 環境政策課
      - 環境管理課 - 環境保護研究センター
      - みどり整備課 - 森林センター、東部林業事務所、西部林業事務所
      - みどり保全課
      - 廃棄物対策課（資源化・処理事業推進室） - 直島環境センター

    - 健康福祉部
      - 健康福祉総務課 - 東讃保健福祉事務所、中讃保健福祉事務所、西讃保健福祉事務所
      - 長寿社会対策課
      - 子育て支援課 - 子ども女性相談センター、保育専門学院、斯道学園
      - 障害福祉課 - 障害福祉相談所、精神保健福祉センター、川部みどり園
      - 医務国保課 - 保健医療大学
      - 薬務感染症対策課
      - 生活衛生課 - 食肉衛生検査所

    - 商工労働部
      - 産業政策課（産業集積推進室） - 大阪事務所、産業技術センター
      - 企業立地推進課
      - 経営支援課 - 計量検定所
      - 労働政策課 - 高松高等技術学校、丸亀高等技術学校

    - 交流推進部
      - 交流推進課 (栗林公園管理事務所)
      - 観光振興課
      - 交通政策課
      - 県産品振興課

    - 農政水産部
      - 農政課
      - 農業経営課 - 農業試験場、東讃農業改良普及センター、中讃農業改良普及センター、小豆農業改良普及センター、農業大学校
      - 農業生産流通課
      - 畜産課 - 畜産試験場、東部家畜保健衛生所、西部家畜保健衛生所
      - 土地改良課 - 東讃土地改良事務所、中讃土地改良事務所、西讃土地改良事務所
      - 農村整備課
      - 水産課 - 水産試験場、赤潮研究所

    - 土木部
      - 土木監理課（用地対策室） - 長尾土木事務所、高松土木事務所、中讃土木事務所、西讃土木事務所
      - 技術企画課（工事検査室）
      - 道路課
      - 河川砂防課
      - 港湾課 - 高松港管理事務所
      - 都市計画課
      - 下水道課
      - 建築課（建築指導室）
      - 住宅課

  - 会計管理者
    - 出納局
      - 会計課
      - 審査課

## 出先機関
- 東讃県民センター - さぬき市津田町津田930番地2 大川合同庁舎
- 小豆県民センター - 小豆郡土庄町渕崎甲2079番地5 小豆合同庁舎
- 中讃県民センター - 善通寺市生野本町一丁目1番12号 仲多度合同庁舎
- 西讃県民センター - 観音寺市坂本町七丁目3番18号 三豊合同庁舎
- パスポートセンター - 高松市サンポート2番1号 高松シンボルタワー・タワー棟2階